# Consolamentum

Moneta de Crémone (vers 1180 – après 1238), Moine et inquisiteur dominicain, grand adversaire des Cathares.

Le consolamentum (ou consolament en occitan) est la pratique rituelle majeure du catharisme, qui s'est développé dans le Midi de la France entre la deuxième moitié du XIIe siècle et la fin du XIIIe siècle.
C'est une forme de baptême, mais elle ne se fait pas au nom de la Sainte-Trinité mais au nom du Christ seul puisque la doctrine des Cathares professe une divinité unifiée.
C'est un baptême spirituel par opposition au baptême d'eau de Jean le Baptiste. Il est donné par imposition des mains selon des rites qui rappellent ceux de l'église primitive, moins les éléments matériels (eau, onction, huile) que le catharisme ne reconnait pas vu qu'il pense que le monde matériel a été créé par le Diable.
Il s'ensuit une lecture à haute voix de l'Évangile de Jean, de son début « Au commencement était le verbe » (Jean 1,1) jusqu'au tiers du premier chapitre « la grâce et la vérité advinrent par l'entremise de Jésus-Christ » (Jean 1,17)
Bien que leurs rites soient semblables, Alain de Lille au XIIe siècle et Jean Duvernoy de nos jours distinguent deux cérémonies :
- Le consolamentum, baptême des parfaits cathares permet d'élever un croyant au rang de parfait. Il renonce alors aux choses du monde et doit respecter les règles de vie des parfaits.
- Le consolamentum, baptême des mourants, leur apporte l'espérance d'être sur la voie du salut et de la rémission de leurs péchés. Le mourant est alors consolé. Il doit respecter pour le temps qui lui reste à vivre les règles de vie des parfaits (ne pas jurer, ne pas mentir, ne pas consommer de viande, ne pas manger seul sans la présence d'un parfait...). Si le mourant survit, le consolamentum est caduc et le croyant reprend sa vie ordinaire. A moins de se préparer à recevoir le consolamentum des parfaits.

Pour recevoir le consolamentum, le mourant doit être parfaitement conscient (pouvoir réciter le Notre Père). Mais les personnes dont la vie est menacée (les soldats par exemple), peuvent demander au préalable la convenenza qui leur permet d'être consolé même si inconscient.
Il est à noter que les femmes tout comme les hommes peuvent recevoir le consolamentum, être élevée au rang de Parfaite et le transmettre à leur tour.